# Balshettikop, Haliyal
Balshettikop là một làng thuộc tehsil Haliyal, huyện Uttara Kannada, bang Karnataka, Ấn Độ.